# Molly Meech
Molly Meech (31 de março de 1993) é uma velejadora neozelandesa, medalhista olímpica.

## Carreira

### Rio 2016
Molly Meech representou seu país nos Jogos Olímpicos de Verão de 2016, na qual conquistou medalha de prata na classe 49erFX, ao lado de Alex Maloney.  Ela é irmã do tambem velejador Sam Meech.